# جيك كوكر
جيك كوكر (بالإنجليزية: Jacob Coker)‏ هو لاعب كرة قدم أمريكية أمريكي، ولد في 22 سبتمبر 1992 في موبيل في الولايات المتحدة.